# Мойылды (Самарский район)
Мойылды (каз. Мойылды, до 2013 г. — Московка) — село в Самарском районе Восточно-Казахстанской области Казахстана. Входит в состав Мариногорского сельского округа. Код КАТО — 635053400.

## Население
В 1999 году население села составляло 317 человек (159 мужчин и 158 женщин). По данным переписи 2009 года, в селе проживали 232 человека (120 мужчин и 112 женщин).